# Stopplaats Slichtenhorst
Slichtenhorst (geografische afkorting Slh) is een voormalige stopplaats aan de Centraalspoorweg tussen Utrecht en Zwolle. De stopplaats was geopend van 20 augustus 1863 tot 15 mei 1931 en lag tussen de huidige stations Nijkerk en Amersfoort Vathorst.
De stopplaats lag een eindje bij de buurtschap Slichtenhorst vandaan, namelijk bij de kruising met de Amersfoortseweg en niet bij die met de Slichtenhorsterweg.